# ويليام إروين (لاعب غولف)
ويليام إروين (بالإنجليزية: Hale Irwin)‏ هو لاعب غولف أمريكي، ولد في 3 يونيو 1945 في جوبلن في الولايات المتحدة.

## وصلات خارجية
- الموقع الرسمي
- ويليام إروين على موقع رابطة لاعبي الغولف المحترفين (الإنجليزية)
- ويليام إروين على موقع رابطة اليابان للاعبي الغولف المحترفين (الإنجليزية)
- ويليام إروين على موقع التصنيف العالمي الرسمي للغولف (الإنجليزية)
- ويليام إروين على موقع قاعة ميسوري للمشاهير الرياضية (الإنجليزية)
- ويليام إروين على موقع الموسوعة البريطانية (الإنجليزية)
- ويليام إروين على موقع إن إن دي بي (الإنجليزية)